# 中央人民广播电台藏语广播
中央人民广播电台藏语广播前身为1950年5月22日中央人民广播电台开办的藏语节目，也是中央人民广播电台最早开办的少数民族语言广播。2009年3月1日，从民族之声分离出来，由每天播出8小时增加到18小时，使用藏语卫藏方言、藏语康方言、藏语安多方言播音；2010年增加了安多方言和康巴方言新闻综合节目各2小时，全天播音18小时（5:55-次日0:05）。2011年，中央人民广播电台藏语广播中心拉萨编辑部揭牌。

## 节目表[3]
| - 05:55 国歌 呼台号 - 06:00 早安中國 - 07:00 全国新闻联播（重播） - 07:30 深度熱搜（重播） - 08:00 學習時間（重播） - 08:30 译彩纷呈 - 09:30 知书达理 - 10:00 安多報導（重播） - 12:00 新闻和报纸摘要 - 12:30 行进中国2020 - 13:00 康巴在线（重播） - 15:00 声动民族风 - 16:00 新闻和报纸摘要（重播） - 16:30 行进中国2020（重播） - 17:00 康巴在线（重播） - 19:00 全国新闻联播 - 19:30 深度热搜 - 20:00 安多在线 - 22:00 学习时间（重播） - 22:30 译彩纷呈 - 23:30 知书达理（重播） - 00:00 结束语 - 00:05 全天播音结束 |

## 频率[1]
- 调频
  - 105.7MHz（拉萨）
  - 100.5MHz（日喀则）[4]
- 中波
  - 1098kHz（青海格尔木发射，发射功率1000kW，为目前国内功率最大中波发射台）
  - 1098kHz（北京发射，与维吾尔语广播共用频率，分时段广播），该频率为针对台湾中央广播电台对中国大陆中波广播的干扰试验频率。
- 短波时间和频率表（kHz）：
  - 0555-0700  6010 7360 9480
  - 0700-0800  3990 4905 4920 5970 6010 6025 6110 6130 6200 7255 7360 7385 9480
  - 0800-0900  9480 9530 11685 15570
  - 0900-1600  9530 11685 15570
  - 1600-1700  4220 9480 9530 11685 15570
  - 1700-1830  7350 9480 9530 11685 15570
  - 1830-1900  6010 7350 9480 9530 11685 15570
  - 1900-2100  6010 7350 9480 9530 11685
  - 2100-2200  3990 5970 6010 7350 9480
  - 2200-0005  6010 7350 9480